# جون باول إلفورد
جون باول إلفورد (بالإنجليزية: John Paul Elford)‏ هو كاهن كاثوليكي أمريكي، ولد في 24 سبتمبر 1922، وتوفي في 6 فبراير 1991.